# ستيف لونديس
ستيف لونديس (بالإنجليزية: Steve Lowndes)‏ هو لاعب كرة قدم ومدرب كرة قدم بريطاني في مركز الوسط، ولد في 17 يونيو 1960 في نيوبورت في المملكة المتحدة. شارك مع منتخب ويلز لكرة القدم. أما مع النوادي، فقد لعب مع نادي بارنسلي ونادي ميلوول ونادي هيرفورد ونيوبورت كونتي.